# Joyce Jacobson Kaufman
Pour les articles homonymes, voir Kaufman.
Joyce Jacobson Kaufman (née le 21 juin 1929 et morte le 26 août 2016) est une chimiste américaine. En 1972, elle introduit le concept de topologie conformationnelle et l'applique aux molécules biomédicales. Kaufman publie également un article historique en 1980 dans lequel elle décrit une nouvelle méthode théorique de codage et de récupération de certains hydrocarbures cancérigènes. Elle est invitée par NSF à utiliser les supercalculateurs Cray X-MP (1985) et YMP (1989) au San Diego Supercomputer Center. 

## Jeunesse
Kaufman est née dans le Bronx de Robert et Sarah (Seldin) Jacobson. Après la séparation de ses parents en 1935, elle est élevée à Baltimore dans le Maryland, par sa mère et ses grands-parents maternels immigrants. En 1940, sa mère épouse Abraham Deutch, un couvreur. Deutch est né à Riga (la capitale de la Lettonie) et émigre aux États-Unis en 1924 après avoir passé sept ans en tant que halutz [pionnier] en Palestine. Il élève Joyce comme sa belle-fille. 

### Carrière en chimie
Kaufman sait qu'elle veut être chimiste à l'âge de huit ans après avoir lu une biographie de Marie Curie. Cette année-là, elle est choisie pour suivre un cours d'été à l'Université Johns-Hopkins pour les enfants doués en mathématiques et en sciences. En 1945, elle est admise comme étudiante spéciale à l'Université Johns-Hopkins, qui n'a accordé aux femmes le statut d'étudiante régulière qu'en 1970. Kaufman obtient son BS avec les honneurs en chimie en 1949,,. 
Elle travaille ensuite comme bibliothécaire technique et plus tard comme chimiste de recherche au Army Chemical Center. En 1952, elle retourne à Johns-Hopkins en tant que chercheuse dans le laboratoire de chimie physique de son ancien professeur, Walter S. Koski, qui est plus tard son deuxième mari. Kaufman obtient sa maîtrise en 1959 et son doctorat en chimie physique en 1960. Koski est son conseiller et son mentor. En 1962, accompagnée de sa mère et de sa jeune fille, elle se rend à Paris, où elle devient scientifique invitée, et obtient un doctorat en physique théorique de la Sorbonne l'année suivante. 
Plus tard, Kaufman retourne à Johns-Hopkins en tant que chercheuse principale, poste qu'elle occupe jusqu'à sa retraite. Elle occupe également un poste conjoint à la Johns Hopkins School of Medicine en tant que professeur agrégé d'anesthésiologie et, plus tard, de chirurgie plastique, mais elle n'a jamais reçu de mandat ou de promotion au poste de professeur titulaire, peut-être en raison de la discrimination à son encontre en tant que femme. 
Kaufman est réputée pour avoir effectué les premiers calculs en chimie quantique en trois dimensions en prenant en compte tous les électrons de valence et pour ses recherches sur les effets cliniques des tranquillisants et des stupéfiants. 

## Honneurs
En 1960, elle obtient son doctorat et une clé Phi Beta Kappa attendue depuis longtemps (en tant qu'étudiante spéciale, elle n'a pas pu recevoir ce prix lorsqu'elle a obtenu son baccalauréat). En 1965, Kaufman est élue membre de l'American Institute of Chemists. En 1966, elle est élue membre de l'American Physical Society. En 1973, elle reçoit la Médaille Garvan-Olin de l'American Chemical Society. En 1974, le Fonds national juif lui décerne le prix Woman of Achievement, l'une des dix femmes exceptionnelles du Maryland. En 1981, elle est élue membre correspondante de l'Académie européenne des sciences et des arts. 